# ویلیام تل (فیلم ۱۹۶۰)
«ویلیام تل» یا گیوم تل (آلمانی: Wilhelm Tell) یک فیلم ماجراجویی سوئیسی محصول سال ۱۹۶۰ به کارگردانی میشل دیکف و کارل هارتل با بازی رابرت فریتس، ولفگانگ روتسیپر و آلفرد شلاژتر است. این بر اساس داستان عامیانه سنتی گیوم تل است. این فیلم به دومین جشنواره بین المللی فیلم مسکو راه یافت.